# Stan Barrett (Rennfahrer)

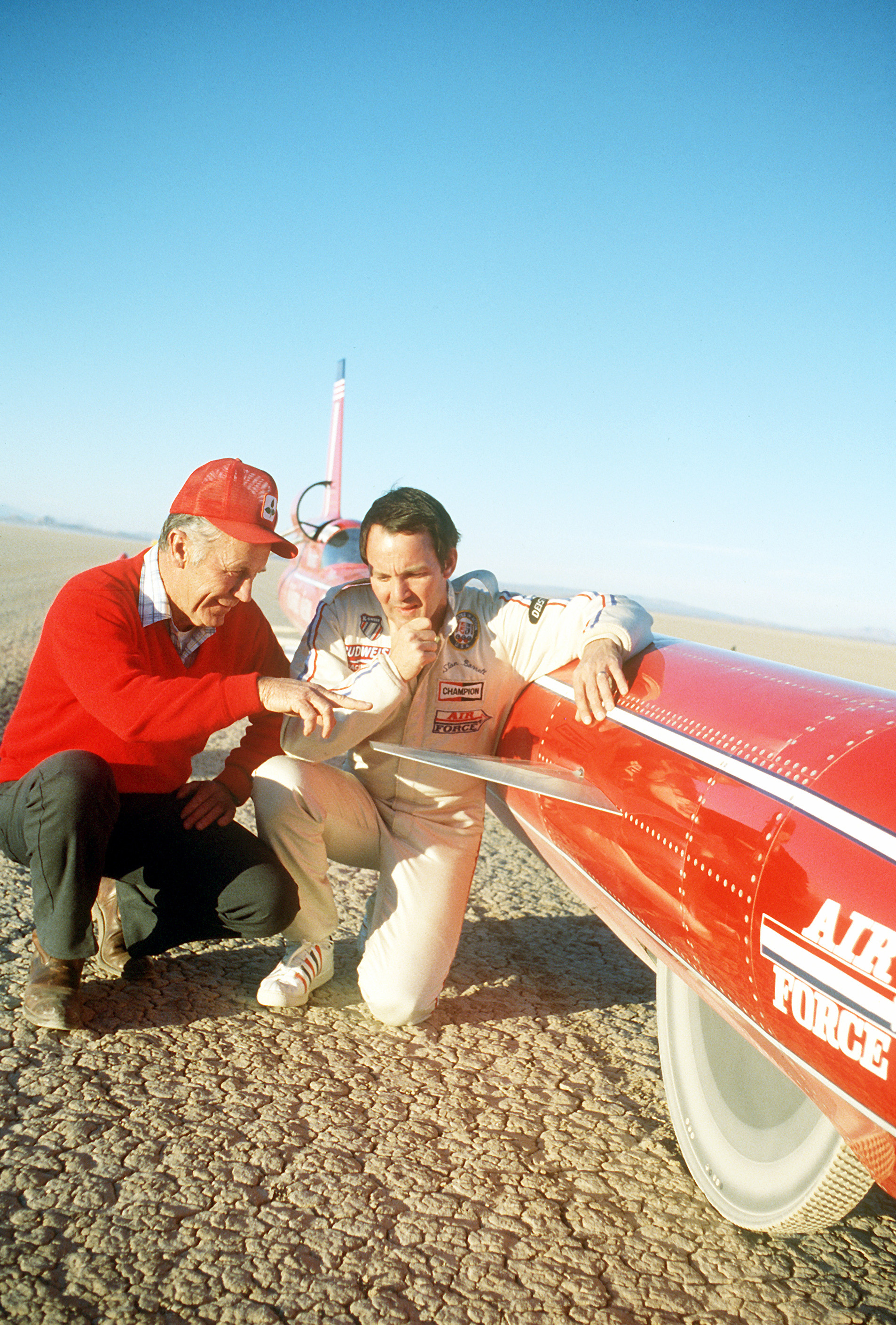
Stan Barret (rechts) und Chuck Yeager vor Budweiser Rocket

Stan Barrett (* 26. Juni 1943) ist ein US-amerikanischer Rennfahrer, Stuntman, Stunt-Koordinator und Schauspieler.
In den frühen 1980ern fuhr er NASCAR-Rennen. Er war Double für Burt Reynolds und Paul Newman. Am 17. Dezember 1979 durchbrach er mit dem Raketenauto Budweiser Rocket möglicherweise die Schallmauer. 1980, 1981, 1982, 1989 und 1990 nahm er an 19 Winston-Cup-Rennen teil. Mit Penny McCoy (* um 1950; vom Mammoth Mountain Ski Area, jüngste Teilnehmerin an den Alpinen Skiweltmeisterschaften 1966) hat er den Sohn Stanton Barrett (* 1. Dezember 1972 in Bishop (Kalifornien)).